# Thomas Heath

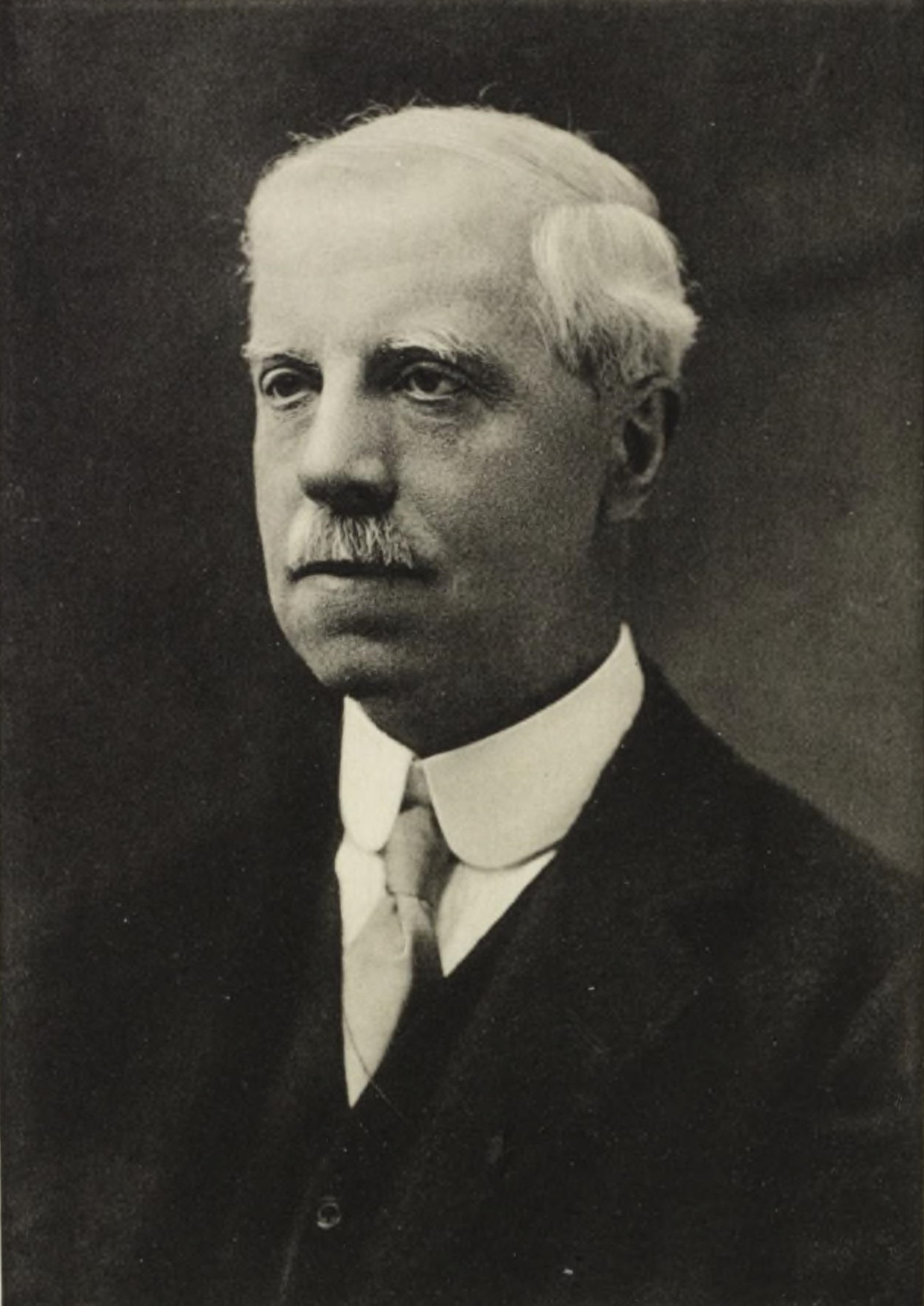
Sir Thomas Heath (ca. 1910)

Sir Thomas Little Heath (* 5. Oktober 1861 in Bartnetby le Wold, in Lincolnshire; † 16. März 1940 in Ashtead in Surrey) war ein englischer Mathematikhistoriker und klassischer Philologe. Bekannt wurde er für seine Übersetzung der Werke des Archimedes ins Englische. Er übersetzte auch Aristarchos, Apollonius und Euklid, mit sorgfältigen Kommentaren.

## Leben
Heath war eines von sechs Kindern (alle mathematisch und musikalisch begabt) des Farmers Samuel Heath, der sein Interesse für klassische Sprachen an seinen Sohn weitergab. Heath besuchte das Clifton College in Bristol. Ab 1879 besuchte er mit einem Stipendium (Foundation Scholarship) das Trinity College der Cambridge University, wo er Bestnoten sowohl in klassischer Philologie (1881) als auch in Mathematik erhielt (er belegte den 12. Platz bei den Mathematical Tripos 1882). Noch während des Studiums schrieb er Artikel über griechische Mathematik für die Encyclopædia Britannica. Nach dem Studium wollte er Staatsbediensteter werden und schloss die entsprechenden Tests mit der Bestnote ab (Rang 1). Ab 1883 war er Angestellter im Schatzamt. Er war Privatsekretär mehrerer Finanz-Staatssekretäre und wurde 1907 Assistent Secretary to the Treasury und 1913 Permanent Secretary (Joint Permanent Secretary of the Treasury mit John Bradbury), und damit oberster Verwaltungsbeamter im Schatzamt. Seine Aufgabe war es, die Verwaltung im Ersten Weltkrieg auf die Bedürfnisse des Krieges auszurichten. 1919 wurde er bei der Neuorganisation des Schatzamts Comptroller General und Sekretär der Kommission zur Reduktion der Staatsverschuldung (National Debt Office), insbesondere zuständig für die Finanzierung der Irish Land Acts. 1926 ging er in den Ruhestand.
In einer zweiten Karriere beschäftigte er sich neben seinem Verwaltungsamt mit griechischer Mathematik (wozu er meist nur am Abend Zeit hatte) und gewann schon mit seinem Essay über Diophant, 1885 veröffentlicht, eine Fellowship in Cambridge. Er erschien noch vor der Textedition Diophants von Heiberg (1910 erschien eine gründliche Neubearbeitung mit einer Untersuchung der zahlentheoretischen Probleme Diophants in den Händen von Pierre de Fermat und Leonhard Euler). 1886 folgte die Übersetzung der Kegelschnitte von Apollonios von Perge. Sein wichtigstes Werk war wohl seine Ausgabe der Werke des Archimedes 1897, dem er in der zweiten Ausgabe 1912 eine Übersetzung der inzwischen in Istanbul von Heiberg entdeckten Abhandlung des Archimedes über seine Methode anfügte. In den begleitenden Essays der Ausgabe stellte er Archimedes auch als Wegbereiter der Integralrechnung heraus. 1908 erschien seine erste Übersetzung von Euklids Elementen, deren zweite Auflage 1925 folgte (die englische Standardübersetzung bis heute, vorher gab es keine zuverlässige englische Übersetzung aller Bücher). Darin analysierte er auch die sonst vernachlässigten, da schwer verständlichen Bücher der Elemente. Er gab auch eine Schulausgabe des altgriechischen Textes von Buch 1 der Elemente heraus. 1913 wandte er sich der griechischen Astronomie zu mit seinem Buch über Aristarch von Samos, das auch die Texte von Aristarch in Übersetzung enthielt und eine Geschichte der griechischen Astronomie bis zu Aristarch. 1932 folgte seine Geschichte der griechischen Astronomie. 1921 erschien seine zweibändige Geschichte der griechischen Mathematik, die Ivor Bulmer-Thomas noch 2002 als im Großen und Ganzen beste Geschichte der griechischen Mathematik in jeder Sprache bezeichnete, auch wenn sie nicht mehr dem Forschungsstand entspricht. In seiner vereinfachten Darstellung von 1931 (A Manual of Greek Mathematics) berücksichtigt er teilweise auch die inzwischen erfolgten Arbeiten von Otto Neugebauer.
1912 wurde er Fellow der Royal Society. 1922/23 war er Präsident der Mathematical Association und er war Fellow der British Academy. 1903 erhielt er den Bathorden dritter Klasse (C.B.), 1909 den zweiter Klasse (K.C.B.) und 1916 den K.C.V.O. (Knight Commander of the Royal Victorian Order).
Heath war auch ein versierter Bergsteiger, der besonders in den Dolomiten kletterte. Er spielte Klavier und bewunderte Brahms (einmal reiste er nach Wien nur um diesen aus der Ferne zu sehen). 1914 heiratete er Ada Mary Thomas, mit der er einen Sohn und eine Tochter hatte.
Er beteiligte sich auch an Neuauflagen des Altgriechisch-Englischen Wörterbuchs von Liddell-Scott.

## Schriften
- Diophantus of Alexandria: a Study in the History of Greek Algebra, Cambridge University Press, 1885
- Apollonius von Perga: Treatise on Conic Sections, Cambridge University Press, 1896
- Archimedes: Works, Cambridge University Press, 1897
- Euklid: The thirteen books of Euclid's Elements, Cambridge University Press, 1908, 2. Auflage 1925
- Euclid in Greek, Book I, 1920
- Aristarchus of Samos, the Ancient Copernicus Oxford: Clarendon Press, 1913 (mit Übersetzung von Aristarch)
- A History of Greek Mathematics, Oxford: Clarendon Press, 2 Bände, 1921
- A Manual of Greek Mathematics, Oxford: Clarendon Press, 1931
- Greek Astronomy, London: J.M. Dent & Sons, 1932
- Mathematics in Aristotle, Oxford: Clarendon Press, 1949 (postum von David Ross herausgegeben)